# Abutsu-ni
Abutsu-ni (阿仏尼 (A Phật Ni) (1222-1283); hậu tố -ni có nghĩa là "sư ni")) là một nhà thơ của Nhật Bản, về sau bà đã xuống tóc và trở thành sư cô. Bà đã tiến cung với tư cách là nữ quan cho Nội Thân vương Kuni, sau là Hoàng hậu Ankamon-in. Vào khoảng năm 1250, bà kết hôn với nhà thơ cùng thời Fujiwara no Tameie. Vợ chồng bà có hai người con. Vào năm 1275, chồng bà qua đời và bà đã đi tu ngay sau đó.Năm 1277 (hoặc 1279), bà đã phải đi từ Kyoto đến Kamakura để bảo hộ cho quyền thừa kế của con trai. Về sau bà đã tường thuật lại cuộc hành trình của mình bằng những bức thư và bài thơ, về sau được tập hợp lại vào một tuyển tập tên là Izayoi nikki (tạm dịch là "Nhật ký vầng trăng khuyết" hay "Nhật ký đêm trăng thứ mười sáu"),  đó cũng là tác phẩm nổi tiếng nhất của bà.

## Tiểu sử
Năm sinh và xuất thân của Abutsu-ni đến nay vẫn chưa rõ ràng. Chỉ biết rằng, bà được Taira no Norishige, tổng đốc trên danh nghĩa của thành Sado nhận nuôi khi còn nhỏ. Với danh nghĩa dưỡng nữ của nhà Taira, bà được tiến cung và trở thành Nữ quan cho Nội Thân vương Kuni, sau là Hoàng hậu Ankamon-in. Chính vì vậy, bà còn được biết đến với tên gọi Ankamon-in no Shijō và Ankamon-in Emon no Suke. Trong thời gian làm Nữ quan, bà sinh được ba người con: hai con trai, Ajari và Rishi, và một con gái, Ki Naishi. Cả hai con trai của bà đều trở thành Phật tử và con gái của bà, Ki Naishi trở thành Nữ phòng cho một vị phi tần của Thiên hoàng Kameyama. Dựa vào những bức thư trong Izayoi nikki, người ta cho rằng bà có một chị gái và một em gái.

## Hôn nhân và tranh chấp thừa kế
Vào khoảng năm 1250, Abutsu-ni kết hôn với Fujiwara no Tameie, bà gặp ông khi đang sao chép lại Truyện kể Genji. Họ có hai con trai: Tamesuke sinh năm 1263 và Tamenori sinh năm 1265. Tamesuke sau đó đã cải họ sang họ "Reizei", lập nên dòng họ Reizei vốn nổi tiến về nghệ thuật thi ca. Sau khi người chồng Tameie qua đời vào năm 1275, bà đã xuống tóc quy y, lấy pháp hiệu là Abutsu và Hokurin-zenni.
Trước khi kết hôn và có con với Abutsu-ni, Tameie đã giao nhiều tài sản mà ông định sẽ cho con trai cả của mình qua một người trung gian tên là Tameuji. Trước khi qua đời, Tameie đã quyết định chuyển quyền tài sản từ Tameuji sang cho con trai cả, Tamesuke. Trong khối gia sản này có điền trang Hosokawa và một trang viên ở tỉnh Harima. Sau khi Tameie mất, Tameuji từ chối chuyển nhượng điền trang Hosokawa cho Tamesuke, và từ đó cuộc chiến tranh giành quyền thừa kế gia sản bắt đầu.{
Trước tình hình đó, Abutsu-ni đã thay mặt con trai trình sự việc lên triều đình và cả Mạc phủ Kamakura. Bà đã đích thân đến Kamakura vào năm 1279, diện kiến Tướng quân, và tâu trình về mọi việc. Bà quy tội Tameuji về "hành vi không hòa nhã" và thách thức ông ta về việc từ chối chấp nhận những sửa đổi của Tameie. Vụ việc bị Mạc phủ trì hoãn khi cuộc xâm lược của người Mông Cổ vào Nhật Bản diễn ra vào năm 1274 và 1281.Khi Abutsu-ni qua đời ở Kamakura năm 1283, việc tranh chấp vẫn chưa đi đến hồi kết. Cuối cùng, Triều đình và Mạc phủ đã quyết định bác bỏ mọi lời biện hộ của Tamesuke vào năm 1286.

## Sự nghiệp sáng tác
Bốn mươi tám bài thơ của Abutsu-ni đã được xuất hiện trong các tuyển tập thơ ca Nhật Bản. Thơ của bà xuất hiện lần đầu trong Shokukokin Wakashū do chồng biên soạn. Năm mươi chín bài thơ nữa của Abutsu cũng được tìm thấy trong một tuyển tập riêng mang tên Fubokushō.
Izayoi nikki (Nhật ký trăng khuyết) - tác phẩm nổi tiếng nhất của Abutsu-ni - kể lại cuộc hành trình đầy gian khó của bà đến Kamakura để bào chữa cho Tamesuke, được thể hiện qua các bài thơ và những bức thư trong thời gian này. Tác phẩm được công bố lần đầu vào năm 1659 và được hậu thế đánh giá cao, xuất hiện trong nhiều tuyển tập văn học Nhật Bản và nhận được sự chú ý đáng kể của giới học thuật.
Abutsu cũng thường được cho là tác giả của Utatane no ki (Ghi lại giấc ngủ ngắn), kể về một mối tình đôi lứa nhưng không thành vào năm 1238. Các tác phẩm khác bao gồm Yoru no tsuru (The Night Crane),tập hợp những thơ viết về con trai bà, Tamesuke, và Niwa no oshie (Chuyện làm vườn), trong đó có một bức thư gửi cho con gái bà, Ki Naishi.